# Pulau Simardan
Pulau Simardan is een bestuurslaag in het regentschap Tanjung Balai van de provincie Noord-Sumatra, Indonesië. Pulau Simardan telt 5871 inwoners (volkstelling 2010).